# ارنست آرنت
ارنست آرنت (آلمانی: Ernst Arndt; ۳ فوریهٔ ۱۸۶۱ – سپتامبر ۱۹۴۲) هنرپیشه اهل آلمان بود.
از فیلم‌ها یا برنامه‌های تلویزیونی که وی در آن نقش داشته‌است می‌توان به سامسون و دلیله اشاره کرد.